# Allt är förändrat
Allt är förändrat är ett album från 1991 med Mikael Wiehe.

## Låtlista

### Sida A
1. Den stora, stora skillnaden
2. Nu kan jag gå ut och möta världen
3. Fristen
4. Som en stormvind
5. Rosa, Rosa (Text & musik: J. Numhauser, Rosa de los vientos. Sv. text: M. Wiehe)

### Sida B
1. Alla dessa minnen
2. Vem kan säga vad som kommer sen
3. Clownen
4. Jag har en älskarinna
5. En ängel steg ner ifrån himlen

## Listplaceringar
| Lista (1991) | Topplacering |
| ------------ | ------------ |
| Sverige      | 27           |

### Fotnoter
1. ↑  ”Hitparad”. http://swedishcharts.com/showitem.asp?interpret=Mikael+Wiehe&titel=Allt+%E4r+f%F6r%E4ndrat&cat=a. Läst 13 december 2011.